# トウゴクミツバツツジ
トウゴクミツバツツジ（東国三葉躑躅 学名Rhododendron wadanum）はツツジ科ツツジ属の落葉低木。
関東の山地に多いことからこの名が付いた。代表種のミツバツツジとは違い、おしべが10本あり、主に5月中旬から6月上旬にかけて咲く。ミツバツツジよりも花期がやや遅い。宮城県から鈴鹿山脈までの太平洋側に分布し、標高の高い場所（概ね標高1,000 m以上）に多いが、北関東以北では鶏足山や矢祭山などの低山地にも分布する。おしべの付け根の部分に腺毛と呼ばれる小さな突起があるのが、他のミツバツツジ類にはない特徴である。

## 関連画像

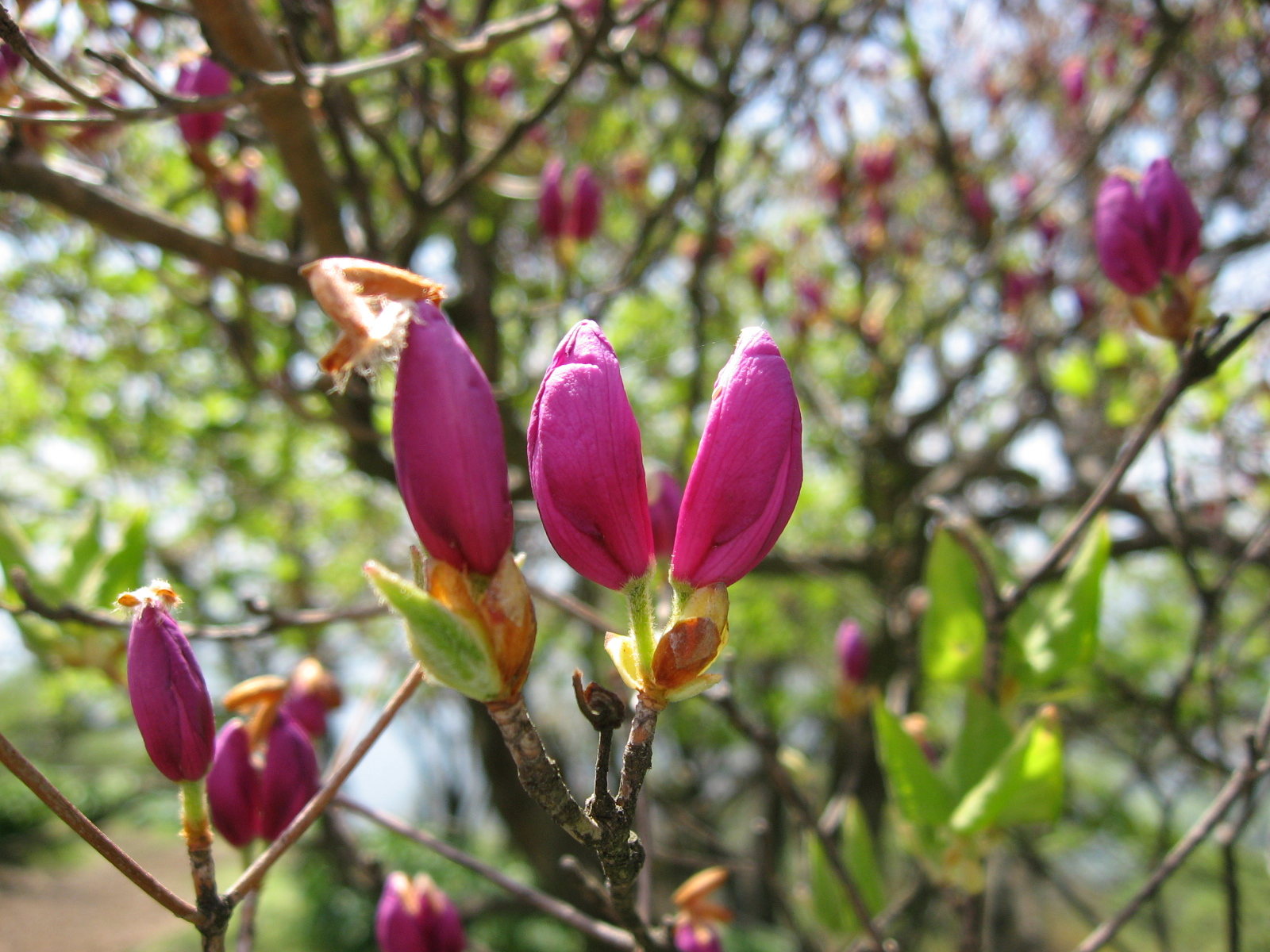
つぼみ
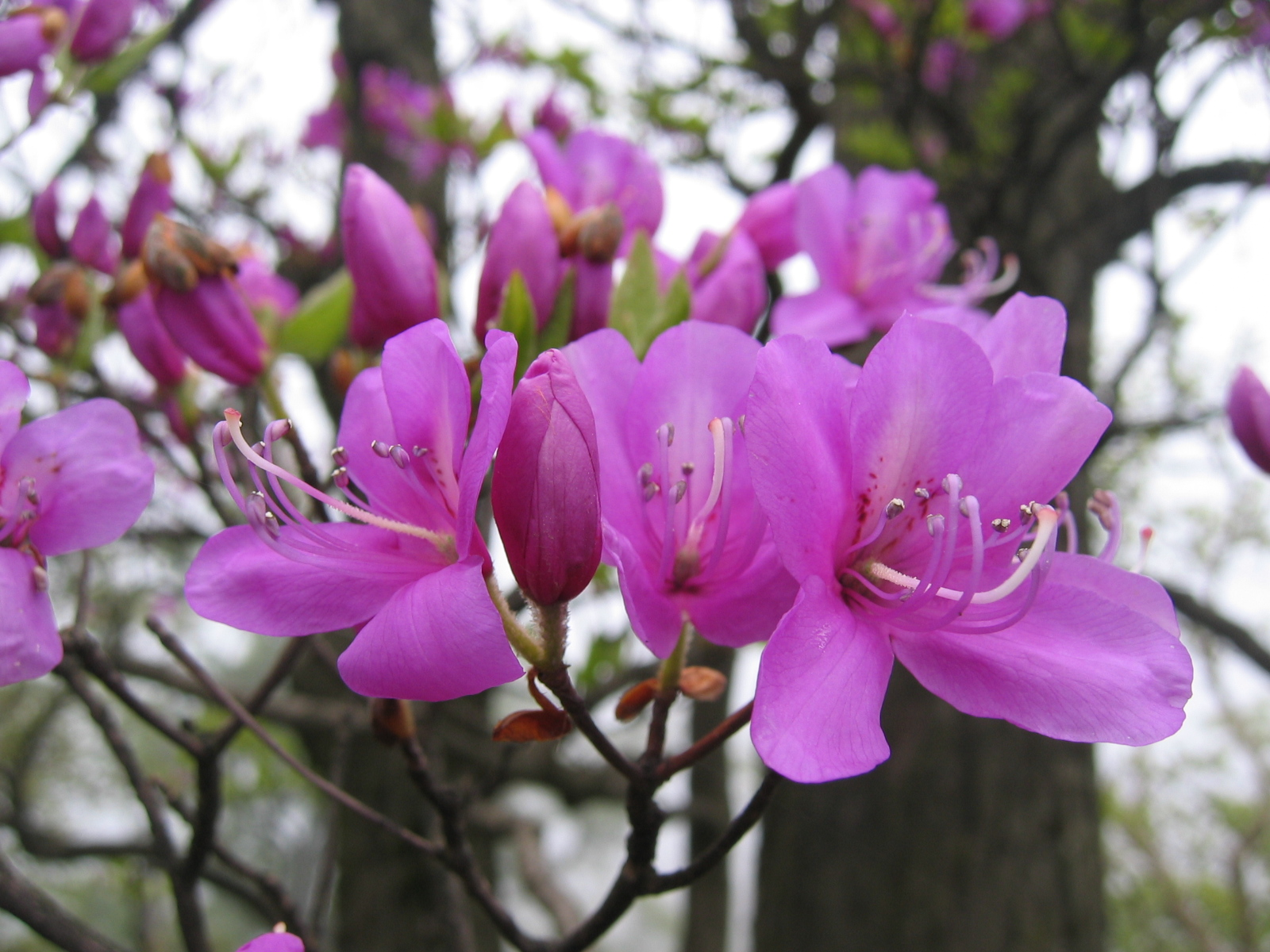
花
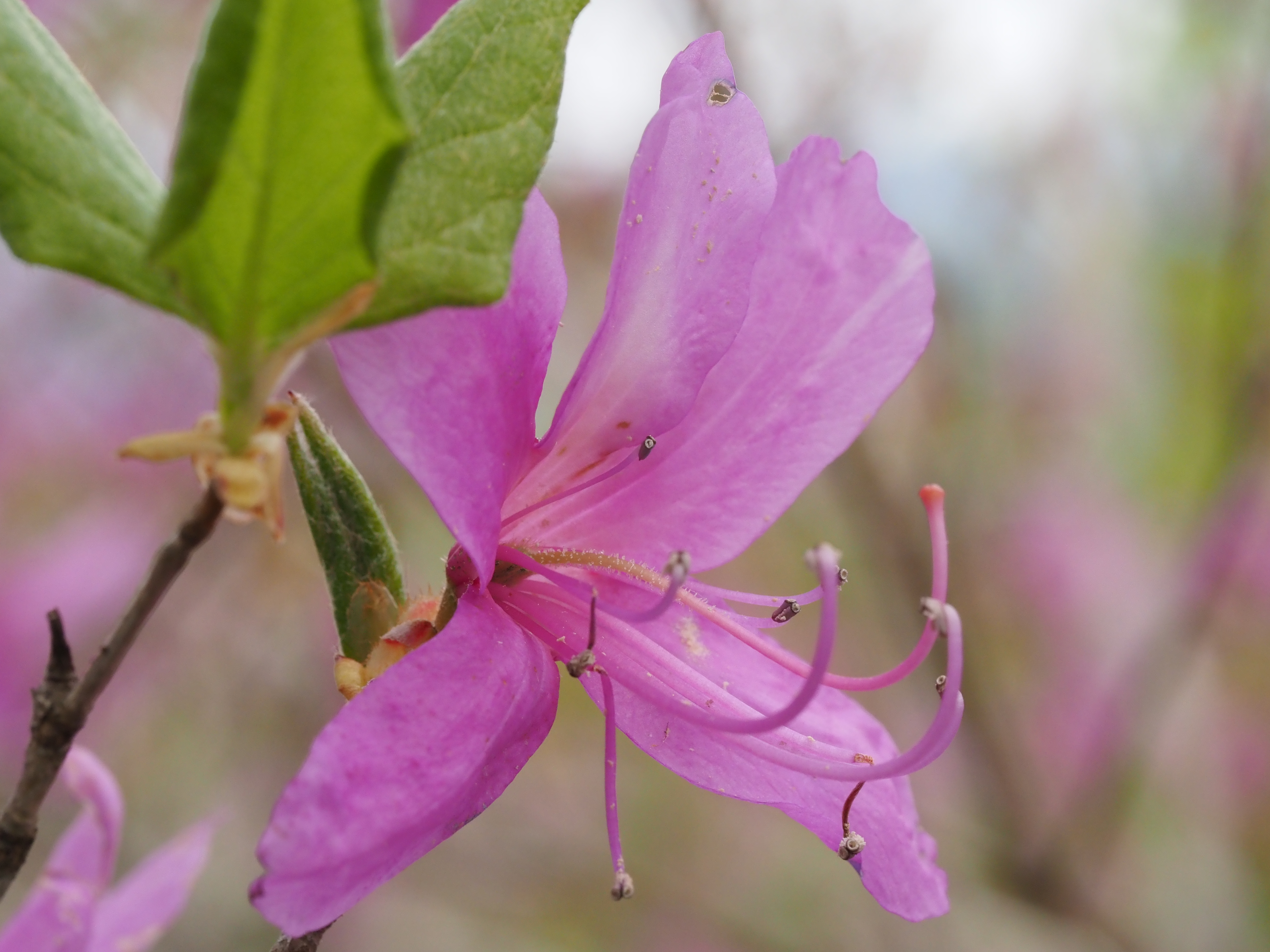
花と雌しべの腺毛
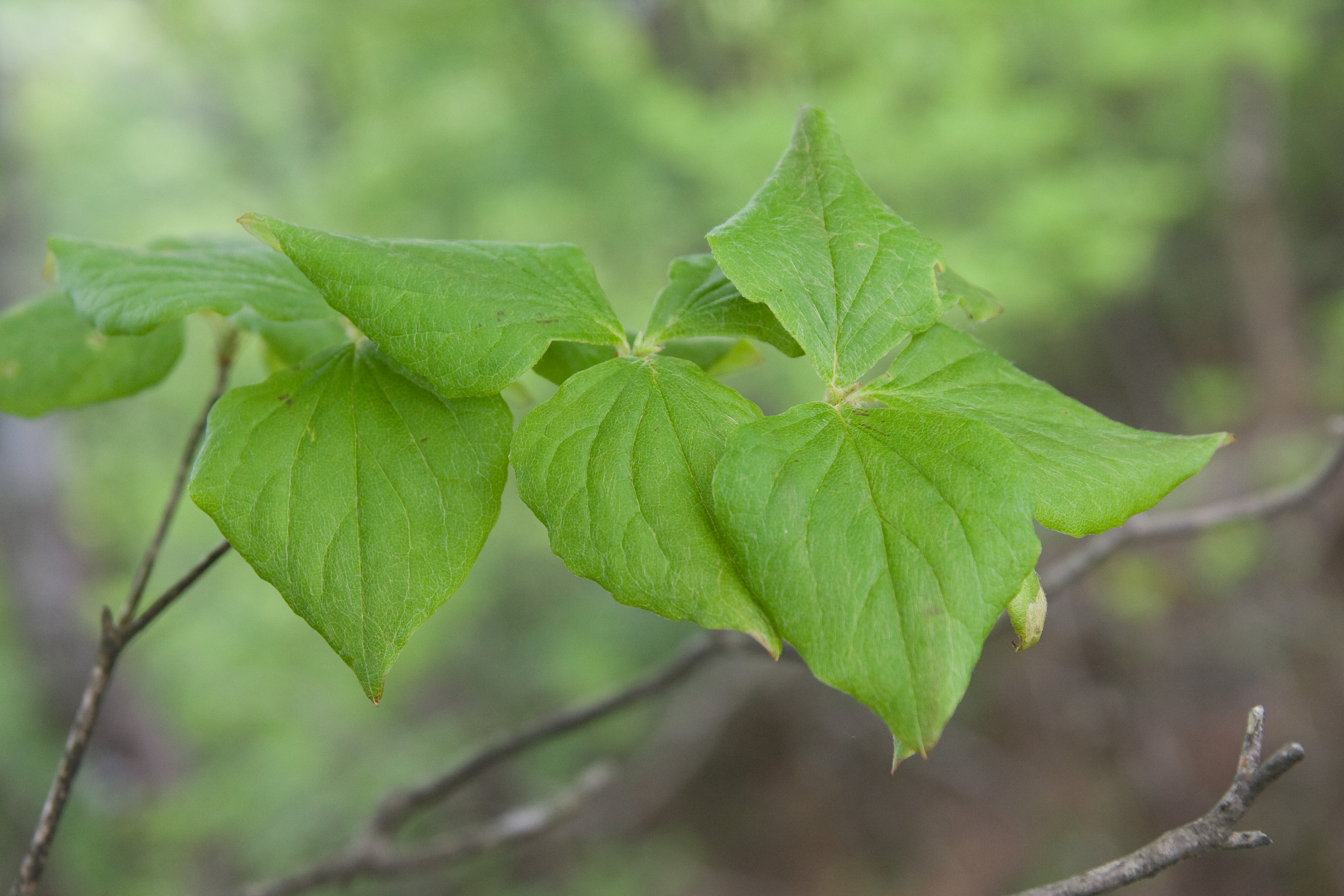
葉
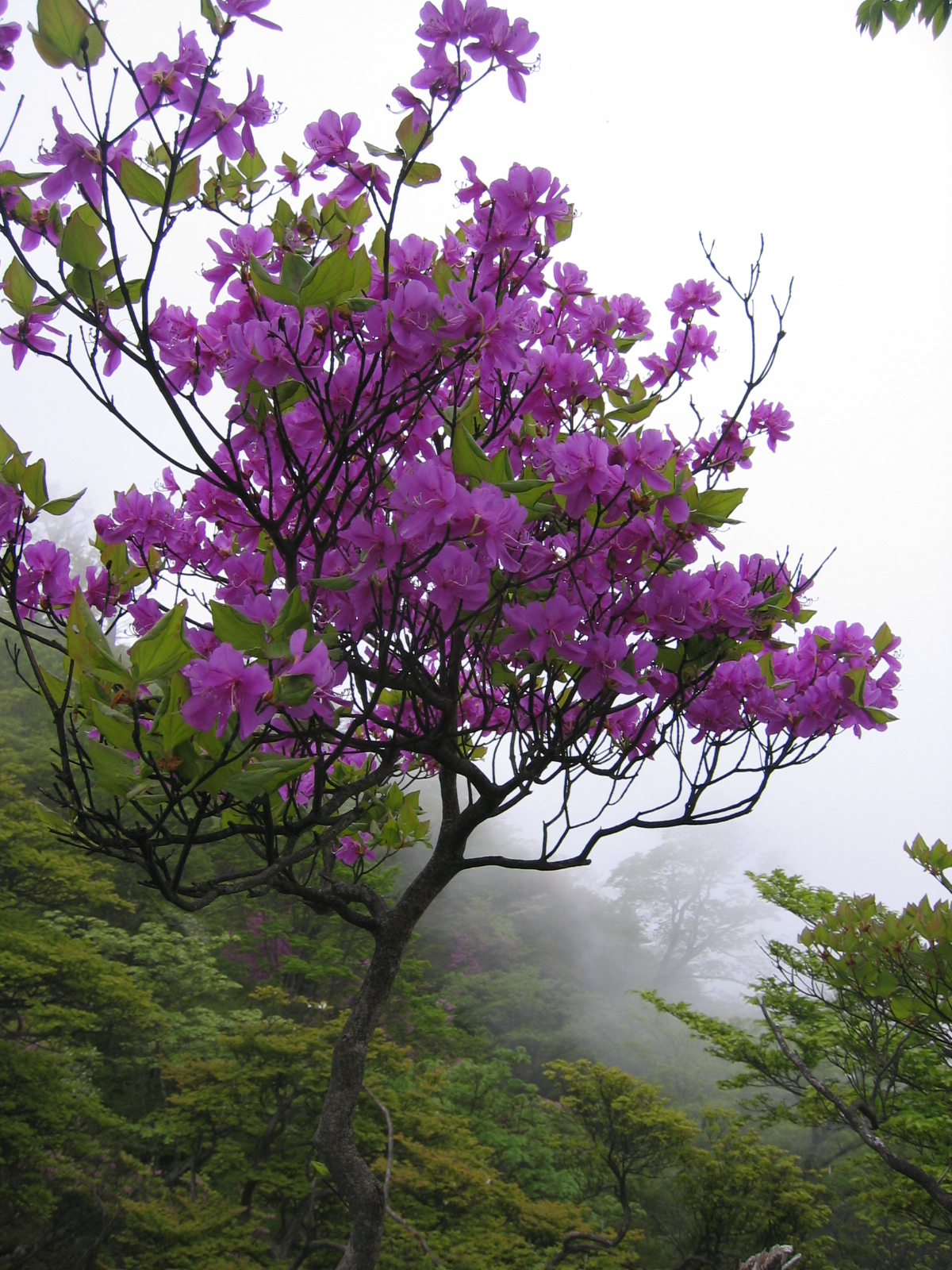
満開